# Разин, Андрей Александрович
{{Государственный деятель
| имя = Андрей Разин
| имя при рождении = Андрей Александрович Разин
| отец = Геннадий Измаков (отчим Александр Владиславович Разин)
| мать = Валентина Ивановна Криворотова
| супруга = Маритана Разина
| дети = Илья (род. 1985)
- Александр (2001—2017)

| учёная степень = [[кандидат экономических наук 
| профессия = политик, депутат, певец, музыкальный продюсер, менеджер, юрист, экономист, предприниматель, писатель

, журналист, банкир
, ректор, директор
| награды = Заслуженный артист Республики Крым (2015)
| Коллективы = Ласковый май
}}
Андре́й Алекса́ндрович Ра́зин (род. 15 сентября 1963, Ставрополь) — российский политик, менеджер, певец и музыкальный продюсер, генеральный директор студии «Ласковый май», также является заместителем директора Ростовского филиала правовой академии Министерства юстиции Российской Федерации. Наиболее известный по работе с группой «Ласковый май». Заслуженный артист Республики Крым (2015). 

## Биография
Родился 15 сентября 1963 года в Ставрополе в семье актрисы Валентины Ивановны Криворотовой (род. в 1941 году в Уссурийске) и военного Александра Вацлавовича Разина. Валентина в 21 год переехала в Сочи, где устроилась работать в местный драмтеатр, и где познакомилась с Александром, который на тот момент был курсантом Ставропольского военного училища. Только в 44 года Разин узнал, что его отцом был Геннадий Измаков, который расстался с его матерью после того, как Валентина отказалась переехать к нему домой в Ленинградскую область: после расставания она узнала, что беременна, но вскоре она познакомилась с Александром, который согласился признать будущего ребёнка своим. 14 августа 1964 года Валентина и Александр погибли в автокатастрофе у села Константиновка Петровского района Ставропольского края.
Родственников, которые могли бы взять его под свою опеку, у Андрея не оказалось и он попал в дом малютки в Черкесске, затем в три года его перевели в дошкольный детский дом имени Крупской, а с 1964 по 1972 года он воспитывался в Кисловодском санаторном детском доме.
По словам самого Разина, в 1976 году он сфотографировался на берегу речки Егорлык около села Привольного с Михаилом, Раисой и Ириной Горбачёвыми (Ирина на 6 лет старше Андрея Разина, на фото возможно другой мальчик, ровесник Ирины и год съёмки фотографии иной, так как в 1976 Ирине было 19 лет, а Андрею 13), так как его приёмная бабушка Валентина Михайловна Гостева работала поваром у матери Михаила Горбачёва Марии Пантелеевны Горбачёвой, возможно она взяла одну фотографию из семейного альбома для Андрея.
С 1972 по 1978 год был воспитанником Светлоградского детского дома, там окончил 8 классов.

Первые деньги Разин заработал на сельхозработах ещё в 12 лет, когда из одноклассников-детдомовцев организовал мобильную бригаду по сбору винограда. И в 13 лет на заработанные деньги съездил на курорт. — 
С 1978 по 1979 год учился в Ставропольском ГПТУ № 24, получил профессию каменщика.
С 1979 по 1982 год работал по направлению комсомола в районах Крайнего Севера в городах Нижневартовск, Новый Уренгой, Надым. Участвовал в прокладке газопровода Уренгой — Помары — Ужгород. В Уренгое окончил вечернюю среднюю школу.
В 1982 году вернулся в г. Ставрополь и поступил в Ставропольское культпросветучилище, откуда был отчислен за плохую успеваемость. В это же время работает с ансамблем «Браво» (тёзкой одноимённой группы из Москвы).
С 1981 по 1982 год проходил службу в рядах Советской Армии (войсковая часть № 40526, Новочеркасск). Уволен в запас с военно-учётной специальностью командир танка.
В 1985 году работал заместителем председателя по снабжению колхоза имени Свердлова в селе Привольном Красногвардейского района Ставропольского края и, получив деньги на покупку комбайна, отправился в Москву. Позже было доказано, что Андрей Разин не являлся родственником руководителя Советского Союза Горбачёва М. С.
После того, как 23 июня 2022 года умер Юрий Шатунов, Разин эмигрировал в США, предварительно распродав всю имеющуюся у него в России недвижимость.
В ноябре 2024 года стало известно, что Разин получил гражданство Турции.

### Образование
- В 1989 году поступил в Уральский государственный юридический университет, потом перевёлся и окончил Ставропольский государственный университет — юридический и экономический факультеты[6].

### Музыка
В 1985 году впервые появился на телевидении, на самом деле не представлялся племянником Горбачёва (по словам Юрия Николаева, он представился тогда внебрачным сыном генсека), появился на телевидении как певец с песней «Ты и я» (слова и музыку написал композитор Илья Любинский) в передаче «Утренняя почта» (выпуск «На теплоходе „Грузия“ съёмки проходили в Крыму»), на подтанцовке у него был Борис Моисеев в составе трио «Экспрессия», тогда Андрей работал заместителем председателя по снабжению колхоза имени Свердлова, был в Москве с деньгами на покупку комбайна, он приехал на правительственном автомобиле «Чайка», который выделил Михаил Горбачёв своей матери — Марии Пантелеевне Горбачёвой, у которой работала поваром приёмная бабушка Андрея — Валентина Михайловна Гостева, Андрею поверили на телевидении, Андрей познакомился с Алексеем Глызиным, Владимиром Пресняковым.
В 1985 году недолгое время работал в Читинском комитете по телевидению и радио помощником режиссёра.
Из Читы уехал администратором Анне Вески, которая была в Чите на гастролях.
С 1985 по 1986 год работал заместителем директора Рязанской областной филармонии.
В 1986 году работал в Саратовской филармонии помощником режиссёра группы «Интеграл».

Алибасов: — Я держал артистов в чёрном теле, но Разин умудрился через полгода всю дисциплину развалить. Однажды на гастролях он привёл фанатов в гостиницу, и они украли мои первые в СССР кроссовки на липучках! С этого начался мой конфликт с Андреем, и я его выгнал. Отношения совсем испортились, когда он приехал в Саратов к прокурору Волжского района и стал требовать, чтобы меня посадили. — 
С 1987 по 1990 — продюсер-менеджер во Всесоюзном объединении Минкульта СССР «СПМ Рекорд».
С 1988 года по 1991 год — генеральный директор Всесоюзной центральной творческой студии Министерства культуры СССР для одарённых детей-сирот.

#### Мираж
Работал администратором группы «Мираж», на гастролях Андрей отвечал за размещение в гостинице, обед и своевременный выезд на площадку.

Андрей Литягин: Гулькину, например, сманил Андрей Разин. Сказал ей: «Пойдем с нами, мы тебя защитим, станешь звездой». Она соскочила, а мы потом ещё долго скандалили с его администраторами. Закрыли пару стадионов, когда они вывешивали афиши с надписью «Мираж». Они хотели под себя забрать наш бренд. Но мы достаточно взрослые, самостоятельные люди: никогда не зарились на чужое, но всегда стояли за своё и постоять за себя можем. Да я лично любому горло перегрызу, если почувствую, что кто-то хочет присвоить мой бренд.— 
Впервые выступил дуэтом с певицей Катей Семёновой. Впоследствии это было обыграно в снятом в 2009 году художественном фильме «Ласковый май», где Семёнова стала прототипом певицы Катеньки. Вместе с ним работал администратором Аркадий Кудряшов, однажды на гастролях в Алма-Ате Аркадий случайно услышал песню «Белые розы», купил кассету, привёз запись в Москву, организовал несколько групп «Ласковый май», открывавших рот под эту фонограмму Шатунова.

#### Ласковый май
С 1987 по 1990 год работает в качестве продюсера-менеджера во Всесоюзном объединении Министерства культуры СССР «СПМ Рекорд». В июне 1988 года в руки Разина попал альбом группы «Ласковый май», записанный в городе Оренбурге. 4 июля того же года перевозит группу «Ласковый май» в Москву. 9 сентября 1988 года благодаря Сергею Кузнецову в столице оказывается солист группы Юрий Шатунов. Далее следуют работа в студии и многочисленные гастроли коллектива. Его кумиром была певица Донна Саммер, поэтому он и сам становится солистом «Ласкового мая». Исполнял песни своей группы и хиты других известных авторов.

Все делала «Чайка». Это была правительственная машина. Со служебного входа я звонил зампреду Гостелерадио Попову и говорил: «С вами разговаривает племянник Михаила Сергеевича Горбачева. Мне надо вам сказать два слова!». Он с семнадцатого этажа бежал вниз и видел: подъезжает ГАЗ-14 с флажками советского государства, водитель открывает двери, и оттуда выхожу я. «Садитесь, пожалуйста, мне надо с вами поговорить», — говорил я Попову. Пока мы ехали в машине до проспекта Мира, я решал все вопросы. Мало того, мой друг звонил по секретному телефону 206-45-00 в эту «Чайку», и я с ним разговаривал, как с Михаилом Сергеевичем. Это произвело на Попова ещё большее впечатление. А я Горбачёву как бы отвечаю: «Дядя, сейчас я подъеду, машину отпущу, всё, пока». До этого в течение четырёх лет нашу группу не пускали на телевидение. После этого случая Попов собрал телевизионное начальство, среди которого был и Игорь Крутой, и нам был открыт «зелёный свет».— 
Разин спел песню «Дядя Миша» после публикации в «Комсомольской правде» статьи про то, что он не является племянником Михаила Горбачёва. По словам Андрея Разина, сказанным им в программе «Привет, Андрей!» Андрея Малахова от 6 октября 2018 года, Крючков доложил Горбачёву в письме на 8 страниц, что у Разина за 1989 год доход 8 000 000 рублей, и это Горбачёву не понравилось, так как зарплата у него самого была всего 600 рублей в месяц; было заведено уголовное дело за подрыв экономики страны, Андрею Разину грозил расстрел, были арестованы 5 его администраторов, включая Рашида Дайрабаева, Разин поехал в Привольное и с помощью приёмной бабушки, работавшей поваром у матери Горбачёва, пробрался в дом к ней и попросил защиты. Мария Пантелеевна Горбачёва позвонила сыну по спецсвязи и сказала: «Миша, если что-то случится с Андреем, то я тебе не мать!». В результате дело закрыли, всех пятерых арестованных выпустили. Разин был опекуном Марии Пантелеевны Горбачёвой с 1991 по 1995 год. Когда Горбачёв узнал об этом, он, по словам Разина, сдал свою мать в дом престарелых, где она и умерла.

### Ректор
- В 1993 году Андрей Разин становится ректором Ставропольского института современных искусств при Ставропольском государственном университете.
- Андрей Разин, вопреки имеющейся информации, не является проректором Ростовского юридического института, поскольку в составе руководства вуза отсутствует его фамилия, а в структуре управления вузом отсутствует должность проректора[22].

### Политическая карьера
С 1991 по 1993 год — учредитель и почётный член Международной Ассоциации воспитанников детских домов и интернатов «Счастливый день» при правительстве Российской Федерации.
На выборах президента РФ в 1996 году был доверенным лицом Геннадия Зюганова. 2 апреля 1996 года Андрей Разин вместе с Юрием Шатуновым участвовал в концерте в новом здании «Театра на Таганке».
- В 1996 году возглавлял Ставропольский фонд культуры. Осенью того же года руководил кампанией по избранию главой администрации Ставропольского края Александра Черногорова.[источник не указан 888 дней]
- В мае 1997 года избирался председателем правления Ставропольского отделения Фонда культуры.[источник не указан 888 дней]
- 14 декабря был избран депутатом Ставропольской краевой Думы второго созыва. Тогда же в декабре баллотировался в Государственную Думу РФ третьего созыва по Ставропольскому одномандатному избирательному округу № 55 как независимый депутат. На выборах занял 2 место из 16 (14,38 % голосов), уступив Василию Иверу (18,08 %).[источник не указан 888 дней]
- В феврале 2000 года, по сообщениям СМИ, был назначен советником президента Карачаево-Черкесии Владимира Семёнова и полномочным представителем Карачаево-Черкесии в Беларуси. В октябре 2000 года регистрировался кандидатом на пост губернатора Ставропольского края. На выборах 3 декабря занял 6 место из 13, получив 3,78 % голосов.[источник не указан 888 дней]
- В феврале 2001 года заявил, что председатель правительства Чеченской Республики Станислав Ильясов предложил ему занять место в республиканском правительстве в качестве министра культуры.
- 16 декабря 2001 года вновь был избран депутатом Думы Ставропольского края по Октябрьскому округу № 17 Ставрополя. Был заместителем председателя комитета Думы Ставропольского края по промышленности, энергетике, строительству и жилищно-коммунальному хозяйству. Избирался главой Ставропольского фонда культуры.[источник не указан 888 дней]
- В 2001—2007 годах — Старший судебный пристав Хостинского районного отдела города Сочи[23].
- В 2007 году вновь избран депутатом Ставропольской краевой думы IV созыва. Отвечает за энергетику кра[источник не указан 888 дней]я.
- 1 июля 2008 года решением президента Олимпийского комитета РФ, был назначен генеральным директором Международного олимпийского фестиваля «Сочи-2014. Да!». Также совмещает должность художественного руководителя Олимпийского комитета РФ.[источник не указан 888 дней]
- В 2011 году регистрация Разина в качестве кандидата в депутаты Думы Ставропольского края была отменена вследствие допущенных им нарушений, и депутатом он не стал. 4 марта 2012 года экс-продюсер группы «Ласковый май» Разин и двое её солистов Димитрий Веселовский и Олег Комаровский избрались депутатами совета Горьковского сельсовета Новоалександровского района Ставропольского края.[источник не указан 888 дней]
- 4 февраля 2013 получил удостоверение члена партии «Единая Россия»[24].
- 30 июня 2015 года Андрей Александрович Разин назначен на должность советника заместителя Председателя Государственной Думы РФ А. К. Исаева.
- С 2015 года является советником мэра Ялты[6].

### Деятельность в банковской сфере
В апреле 2014 года приобрёл 3 % пакет акций банка «Донинвест» и стал его президентом и членом Совета директоров. Инициировал укрупнение капитала, расширение сети офисов, в том числе в Крыму. Инициировал проверку этого банка Банком России и 1 октября 2014 года, за 8 дней до отзыва у банка лицензии, подал в отставку.
26 сентября 2014 года купил 9 % пакет акций нижегородского «Объединённого национального банка» и стал его президентом. 6 октября 2015 года у банка была отозвана лицензия, за месяц до отзыва лицензии Андрей Разин подал в отставку.

### Другое
1 июля 2008 года решением президента Олимпийского комитета РФ Разин был назначен генеральным директором Международного олимпийского фестиваля «Сочи-2014».

### Судебные дела
В 2019 году Разин подал в суд на Шнурова и на ФК «Зенит» за оскорбление Шнуровым Москвы. В 2019 году Юрий Шатунов подал в суд на Андрея Разина из-за запрета исполнять песни «Ласкового мая», на Разина также подала в суд гражданская жена Осина Елена Скорнякова, так как Разин запретил приёмной дочери Осина Анастасии Годуновой исполнять песни приёмного отца.
В 2020 году Разин опубликовал в «Аргументах недели» заявление, в котором пригрозил судом тем, кто решит пригласить Шатунова на какое-либо выступление, а также отметил, что он имеет все права на выступления Шатунова:

Шатунов, согласно договору от 14.09.2013 года, без моего ведома не имеет права ни выступать на сцене — ни с концертами, ни с сольными номерами, ни давать никаких пресс-конференций ни на какую тему. Он вообще не имеет права разговаривать публично, о чём угодно разговаривать — о семье, о погоде, о лошадях или грибах — он не имеет права рта раскрыть без моего дозволения. А уж тем более давать интервью и записывать теле- и радиопередачи
В 2020 году подал в суд на ВГТРК, Андрея Малахова, Льва Лещенко и Юрия Шатунова из-за передачи «Привет, Андрей!».
В 2025 суд признал ничтожным договор 1992 года о передаче продюсеру Андрею Разину прав на песни группы «Ласковый май»
Разин пытался оспорить права на 23 композиции группы, которые автор текстов Сергей Кузнецов ранее передал исполнителю Юрию Шатунову. В марте суд отклонил его иск, а позже апелляция поддержала это решение.
В качестве основания для своих требований Разин ссылался на договор 1992 года, согласно которому Кузнецов якобы передал ему исключительные права на 27 песен. Однако суд установил, что этот документ является ничтожным.
В материалах дела отмечается, что оригинал договора 1992 года не был представлен в суде. При этом соглашение 2019 года между Кузнецовым и Шатуновым об отчуждении прав на музыкальные произведения было предоставлено в оригинале и признано достоверным.
Дополнительным основанием для отказа стало истечение срока исковой давности по данному делу.

## Личная жизнь и семья
- Первая жена (неофициальный брак) (1984) — Ирина Беспалова[42].
  - Сын — Илья Разин (род. 10.10.1985) — парикмахер, живёт в Санкт-Петербурге, по первому образованию экономист, жил в Лондоне и Париже, женат, жена Елизавета[43][44][45][46][47][48].
- Вторая жена — Наталья Евгеньевна Лебедева (с 29.04.1989 по 24.06.1990), живёт в Венгрии[43].
- Третья жена — Фаина Разина, познакомились в 1984 году.
- Четвёртая жена (с 2007 по 2013 год[49]) — Маритана Разина[50].
  - Сын Александр (20.01.2001—10.03.2017) — скончался от сердечного приступа, похоронен на Троекуровском кладбище[43][47].
- Пятая жена с 2013 года — певица Наталья Грозовская (род. 22.05.1969[51]) живёт в Лас-Вегасе[источник не указан 1831 день].

Отчим — Александр Вацлавович Разин (08.12.1938—14.08.1964) — белорус, родился в Гродно, переехал на учёбу в Ставропольский край, окончил Ставропольское высшее артиллерийское училище и командовал батареей, там встретил свою будущую жену — актрису Валентину Ивановну Криворотову, которая работала в местном драмтеатре. Старший лейтенант Александр впервые увидел актрису Валентину в «Вишнёвом саду» в роли Вари, каждый день приходил в театр и ждал её после спектакля на скамейке, здоровался с ней целый месяц, пока Валентина не попросила его помочь донести букеты цветов до дома, после чего он и сделал ей предложение.
Мать — Валентина Ивановна Криворотова (07.06.1941—14.08.1964) — актриса.
Родители погибли в автокатастрофе 14 августа 1964 года, их «Москвич-407» столкнулся с «КрАЗом», Андрей в тот день остался с бабушкой по линии матери, бабушка ослепла во время похорон, а Андрея отдали в Кисловодский дом малютки.
Отец — Геннадий Измаков.
Приёмная бабушка — Валентина Михайловна Гостева (25.06.1925—19.10.2020), работала поваром у Марии Пантелеевны Горбачёвой (02.04.1911—14.04.1995), матери Михаила Сергеевича Горбачёва, Разин подарил ей автомобиль-карету Chrysler.
Брат по отцу — Сергей Измаков — бизнесмен, продавал фотографии группы «Ласковый май», у него сеть аптек и фитнесс-центров, живёт в Санкт-Петербурге, жена Лидия, трое племянников: Анжелика, Кристина и Руслан Измаковы.
Прадед — ответственный секретарь Московского купечества.

## Литературная деятельность
- Летом 1990 года вышла первая книга Разина — «Зима в стране Ласкового мая».
- 1 августа 1990 года вышел первый номер газеты «Ласковый май».
- 1 апреля 1991 года выходит в свет вторая книга Разина — «Человек тусовки».
- Член союза журналистов Беларуси (2006) и союза журналистов России[60].
- Член Союза писателей Беларуси.

## Фильмография
- 2009 — Ласковый май — камео (в конце фильма)
- 2010 — Приставы — (серия «Бацька»)

## Сольная дискография
- 1990 — Остров на двоих
- 1996 — Эльдорадо
- 2000 — Ты одна на всей Земле

## Песни
- Маскарад (С. Кузнецов)
- Дядя Миша
- Гудбай, бэйби (В. Шурочкин, А. Гольцева)
- Мне больше не нужно
- Старый лес (С. Кузнецов)
- Фатима
- Если ты помнишь
- Ах, Кристина, ах
- Красный лимузин
- Атаман
- Гадкий утёнок
- Берег Крыма (С. Кузнецов)

## Песни про Разина
- Капитан (группа «Белые розы»)[61]

## Легенды, придуманные Разиным
В начале карьеры представлялся племянником Горбачёва.
В 2002 году утверждал, что был самым первым продюсером «Миража» и что это он нашёл композитора Андрея Литягина, Маргариту Суханкину и других, а также что он уволил Наталью Гулькину и Светлану Разину, взяв на их место Наталью Ветлицкую и Татьяну Овсиенко. На самом деле главным был Андрей Литягин, а Разин работал на него.
Утверждает также, что это именно он создал группу «Ласковый май» и группу «Мираж» (хотя, как известно, что «Ласковый май» создал поэт и композитор Сергей Кузнецов, а «Мираж» — композитор Андрей Литягин), Разин же создал дискотеку «Мираж» и студию «Ласковый май» и клонировал эти 2 группы, используя фонограммы.
Выдумал, что для раскрутки группы «Ласковый май» купил вагон аудиокассет и, записав на них песни, раздавал проводницам поездов, а они распространяли среди пассажиров. На самом деле «Ласковый май» стал популярным благодаря пиратским копиям их альбома, и, по словам Сергея Серкова, Разин в раскрутку группы денег не вкладывал.
Кроме того, называет себя отцом российского шоу-бизнеса.
Утверждает, что купил всем участникам «Ласкового мая» автомобили, дома и квартиры, но на самом деле постоянно судится с бывшими участниками группы из-за денег. Например, Шатунов только в 2000-е годы сумел отсудить у Разина 10 млн долларов. Кроме того, с Разиным четырнадцать лет судился Кузнецов за 27 песен, права на которые, по версии Разина, он купил у него в 1990-е годы за 100 000 рублей. По версии Кузнецова, ничего он не продавал, а договор и подпись поддельные.
Также Разин утверждает, что окончил Восточно-Сибирскую академию культуры и искусств, но в этом ВУЗе вспомнили, что он только пытался туда поступить в 1989 или в 1990 году, но не поступил.
В инстаграме Разин написал, что в 1984 году, будучи главным администратором Читинской филармонии, встретил Ксению Георгиади и стал её первым директором, но в это время он служил в армии, согласно официальной биографии.
Утверждает, что нашёл Татьяну Овсиенко, Вику Цыганову, нашёл на вокзале Женю Белоусова и привёл в Интеграл, называет себя первым миллионером в СССР.